# Georges Wybo

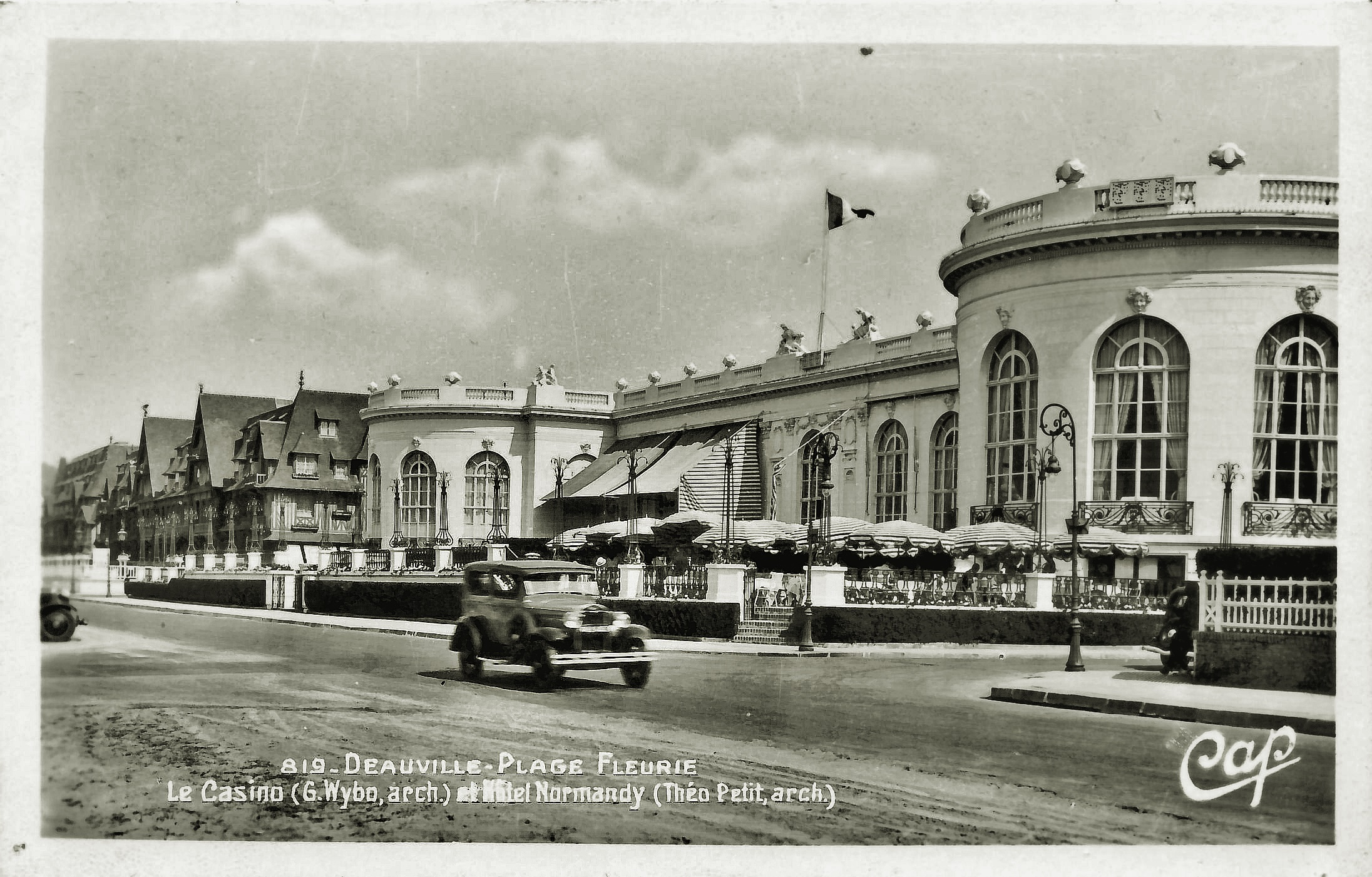
Casino de Deauville por Georges Wybo.2 Rue Edmond Blanc, 14800 Deauville, Francia

Georges Wybo (París, 1880 - ídem, 1943), fue un arquitecto francés. Estudió en la Escuela de Bellas Artes de París. Adscrito al art déco, uno de sus mayores exponentes fue el Pabellón de Au Printemps para la Exposición Internacional de París de 1925, junto a Henri Sauvage, edificio de planta circular cubierta con una cúpula, con una decoración exterior de piedras incrustadas y ventanas elípticas, con dos columnas estriadas en la entrada. Otra obra destacada fue Les Grands Moulins (1917-1921), edificio industrial reconvertido en 1991 en zona universitaria. Para la Exposición Internacional de Barcelona (1929) construyó el Pabellón de Francia, edificio de volumen único en forma de cubo, con cubierta formada por secciones rectangulares superpuestas de forma escalonada, como un zigurat, con una escultura en la parte frontal con forma de mujer y las iniciales R. F. (République Française). Autor de Reflexiones y croquis sobre la arquitectura francesa (1918). 

## Obras
- 1911-1912: Casino de Deauville.
- 1913: Hôtel Royal de Deauville, con Théo Petit.
- 1917-1921: Les Grands Moulins, París.
- 1925: Pabellón de Au Printemps para la Exposición Internacional de París, con Henri Sauvage.
- 1928: Hôtel Georges-V, París.
- 1929: Hôtel du Golf, Deauville.
- 1929: Pabellón de Francia para la Exposición Internacional de Barcelona.
- 1931: Théâtre des Ambassadeurs, París.